# Waldkirchen (Grünhainichen)
Pour les articles homonymes, voir Waldkirchen (homonymie).
Waldkirchen est un faubourg de la commune de Grünhainichen avec laquelle il a fusionné le 1er mars 2009, située en Saxe (Allemagne), dans l'arrondissement des Monts-Métallifères, dans le district de Chemnitz.